# 트위티 (소프트웨어)
트위티(Tweetie)는 소셜 네트워크 서비스 트위터의 클라이언트였다. 아이폰, 아이팟 터치, 아이패드에서 실행되는 모바일 버전과 Mac OS X Leopard, Snow Leopard, Lion(각각 10.5, 10.6, 10.7)에서 실행되는 데스크톱 버전이 있었다.
트위티의 iOS와 Mac 버전은 2010년 4월 9일에 트위터에 인수되어 iOS 및 Mac용 공식 트위터 클라이언트로 재출시되었다.

## 역사
아이폰용 트위티 2.0은 당겨서 새로고침 사용자 인터페이스 메커니즘을 도입한 최초의 앱이었다. Mac OS X 버전의 트위터는 모바일 버전과 동일한 많은 기능을 가지고 있었다. 무료 광고 지원 버전 외에도 유료 iOS 및 OS X 버전은 각각 2.99달러와 19.95달러였다. Mac 버전의 베타는 공식 출시 일주일 전에 인기 있는 토렌트 사이트인 데모노이드에 유출되었다.

## 트위터에 의한 인수
2010년 4월 9일, 트위터는 트위티를 인수했다고 발표했다. 트위터는 이번 인수가 공식적인 트위터 브랜드 모바일 애플리케이션의 부재에서 비롯되었다고 밝혔다. 트위티는 "Twitter for iPhone"으로 리브랜딩되어 2010년 5월 19일에 출시되었다. 회사의 창립자 로렌 브릭터는 트위터의 모바일 부서에 합류하여 "Twitter for iPad" 애플리케이션 출시를 도왔다.
2011년 1월 6일, 트위터는 트위티의 데스크톱 버전도 인수하여 이름을 "Twitter for Mac"으로 변경했다고 발표했다. "Twitter for Mac"은 같은 날 새로운 맥 앱 스토어에서 출시되었다. 2013년 5월 21일 화요일, 트위터는 트위티 관련 특정 특허를 트위터를 방어하는 경우를 제외하고는 사용하지 않을 것이라고 발표했다.
결국 "Twitter for Mac"은 2018년 3월 매우 느린 유지보수 일정 끝에 단종되었으며, 2019년 10월에는 Catalyst를 사용하여 컴파일된 iOS 버전으로 교체되었다. Catalyst 앱은 일론 머스크의 트위터 인수 이후 조용히 단종되었으며, M1 Mac에서는 iPad 앱으로 대체되었다.